# Przemysł filmowy

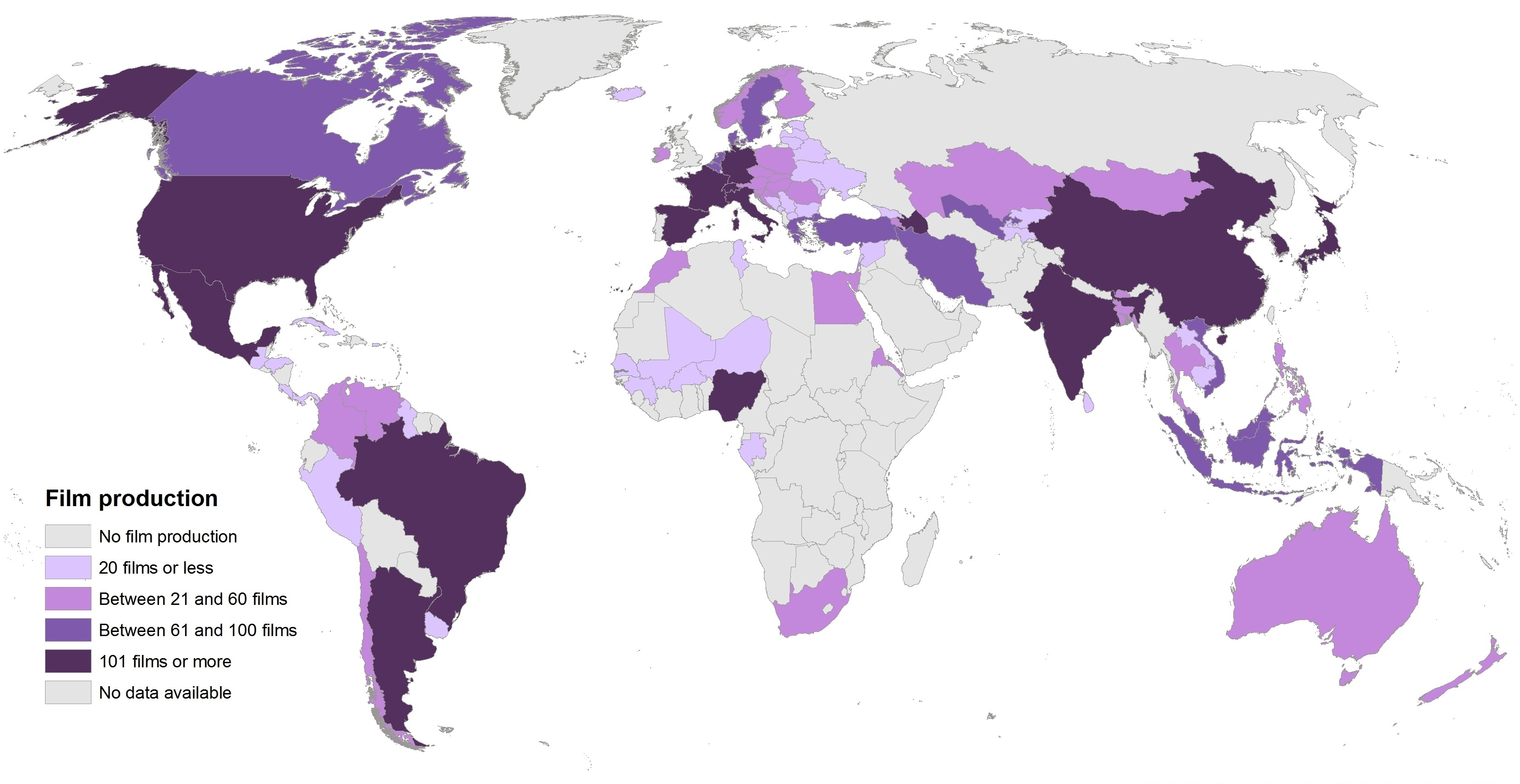
Państwa świata według liczby filmów wyprodukowanych w 2015 roku

Przemysł filmowy – obszar działalności komercyjnej związany z produkcją i dystrybucją filmów.
Według rankingu UNESCO Institute for Statistics z 2015 roku najwięcej filmów wyprodukowano w Indiach (1907), Stanach Zjednoczonych (791) i Chińskiej Republice Ludowej (686). W 2016 roku dochód przemysłu filmowego wyniósł 38,6 miliarda dolarów: 14,9 miliarda w regionie Azji-Pacyfiku, 11,4 miliarda w Stanach Zjednoczonych i Kanadzie oraz 9,5 miliarda w Europie, na Bliskim Wschodzie i w Afryce.